# Lübecker Straße (métro de Hambourg)
 (août 2023).
Si vous disposez d'ouvrages ou d'articles de référence ou si vous connaissez des sites web de qualité traitant du thème abordé ici, merci de compléter l'article en donnant les références utiles à sa vérifiabilité et en les liant à la section « Notes et références ».
Lübecker Straße (en allemand : U-Bahnhof Lübecker Straße) est une station de la ligne U1 et de la ligne U3 du métro de Hambourg. Elle se situe dans le quartier de Hohenfelde, dans l'arrondissement du Nord.

## Situation sur le réseau
La station est un carrefour entre les lignes U1 et U3.

Plans des lignes
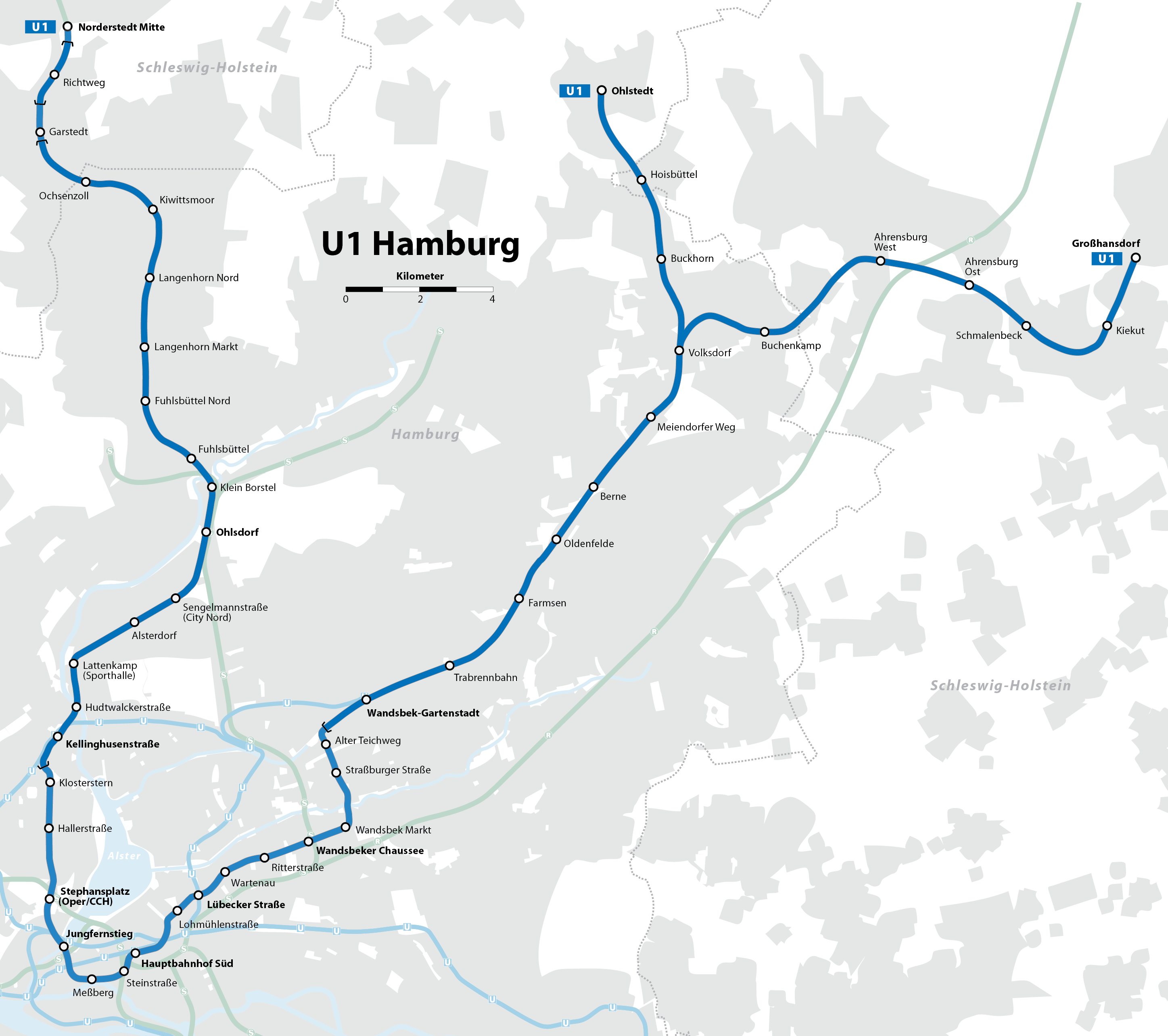
Ligne U1.
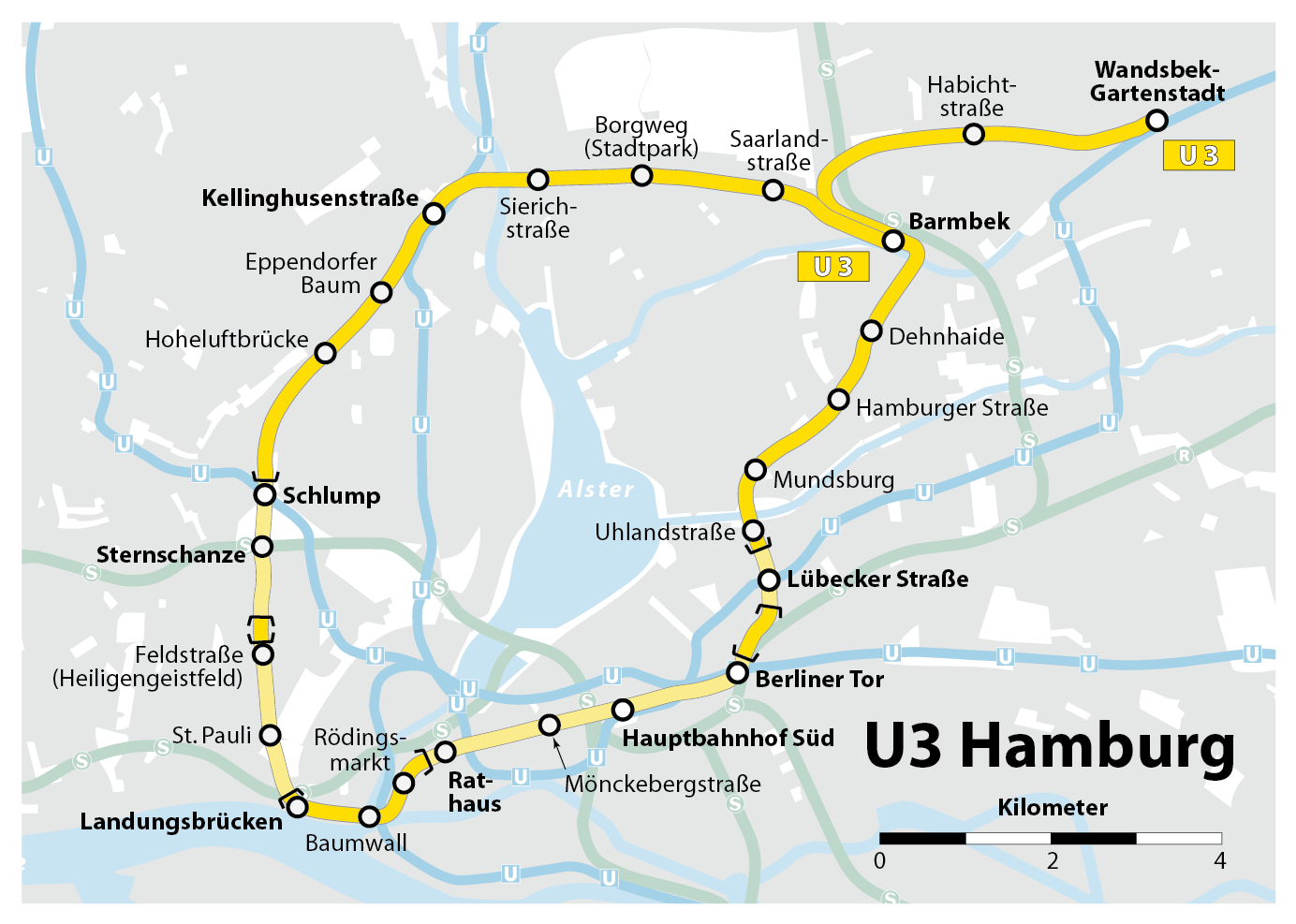
Ligne U3.

## Histoire
La station de la Lübecker Straße est inaugurée en mars 1912 dans le cadre de la première ligne de métro de Hambourg, la ligne périphérique (aujourd'hui ligne U3). Le design vient de Raabe & Wöhlecke ; à cette époque, certaines parties du trajet à l'arrêt de bus sont encore ouvertes dans une coupure. Après la Seconde Guerre mondiale, les quais latéraux et le parcours sont entièrement couverts et se trouvent depuis lors dans le tunnel.
À partir de 1959, le tunnel de l'actuelle ligne U1 est construit le long de la Lübecker Straße, depuis la gare centrale en direction de Wandsbek. À cet effet, les lignes de tramway circulant sur la Lübecker Straße sont déplacées vers l'Angerstraße, qui s'étend vers le sud. Le 2 juillet 1961, l'exploitation du métro commence sur la nouvelle ligne menant à la Lübecker Strasse. Dès le 1er octobre 1961, l'exploitation peut être étendue à la station suivante, Wartenau, où les trains peuvent être changés dans un système d'inversion. La station Lübecker Straße (U1) ne dispose que d'un simple changement de quai.

## Architecture
Le bâtiment de la station, devenu nécessaire en raison de la nouvelle construction de la ligne U1, est construit selon les plans de Horst Sandtmann et Friedhelm Grundmann en 1958-1960. Il présente un plan d'étage pentagonal, surmonté d'une coque plate en béton. La construction en coque de Stefan Polónyi n'est soutenue que par les piliers situés aux angles. Un petit auvent avec quatre reliefs en béton conçu par Hans Kock est inclus vers la Lübecker Strasse. Les autres voies d'accès à la ligne U1 sont également conçues par Sandtmann.

## Services aux voyageurs

### Accès et accueil
Les deux lignes ont chacune leur partie de station propre : les deux quais latéraux de la U3 (voies 1 et 2) se situent au premier sous-sol. Le seul accès pour les passagers se trouve à l'extrémité nord, en direction de la Lübecker Straße. À l'ouest, à un angle de près de 70 degrés par rapport à la ligne U3, se trouve la plate-forme centrale de l'U1 (avec les voies 3 et 4) au deuxième sous-sol. Les deux quais sont reliés par un couloir situé au niveau −1. De la plate-forme U3 en direction de Barmbek jusqu'à la plate-forme U1, le chemin traverse d'abord le bâtiment d'entrée au-dessus de l'extrémité nord de la plate-forme U3, qui sert également à atteindre le côté est de la plate-forme U1.
Le quai de la ligne U1 dispose d'un autre étage de distribution à son extrémité ouest, qui mène aux sorties à l'intersection Lübecker Straße/Mühlendamm/Steinhauerdamm.
Tous les quais mesurent au moins 120 mètres de long et sont donc adaptés à l'exploitation de trains de 8 ou 9 voitures.
Les quais de la ligne U3 sont accessibles sans obstacle pour les personnes handicapées depuis le printemps 2019 et le quai de la ligne U1 également depuis le 19 décembre 2019. À cet effet, des ascenseurs sont installés ainsi que des aides à l'orientation pour les malvoyants.

### Intermodalité
Il y a une transition vers la ligne 16 du MetroBus et la ligne 530 des Quartiersbus, la ligne de bus de nuit 608. Il y a une station StadtRAD Hamburg devant l'arrêt.